# Science-Fiction-Jahr 1854
Übersicht

◄◄ | ◄ | 1850 | 1851 | 1852 | 1853 | Science-Fiction-Jahr 1854 | 1855 | 1856 | 1857 | 1858 | ► | ►►

Weitere Ereignisse

## Neuerscheinungen Literatur
| Deutscher Titel   | Deutschsprachiges Erscheinungsjahr | Originaltitel                                      | Autor       | Anmerkungen |
| ----------------- | ---------------------------------- | -------------------------------------------------- | ----------- | ----------- |
| Meister Zacharius |                                    | Maitre Zacharius ou l’Horloger qui a perdu son ame | Jules Verne |             |

## Geboren
- Max Burckhard († 1912)
- Max Möller († 1935)
- Hugo Pratsch († 1920)
- Karl von Schlözer († 1916)

## Gestorben
- Émile Souvestre (* 1806)